# قطعنامه ۲۶۶ شورای امنیت
قطعنامه  ۲۶۶ شورای امنیت سازمان ملل متحد که در تاریخ ۱۰ ژوئن ۱۹۶۹ تصویب شد، سندی بین‌المللی دربارهٔ مسئلهٔ قبرس است. این قطعنامه طی نشست ۱٬۴۷۴‌ام 
با ۱۵ موافق،۰ مخالف و۰ ممتنع تصویب شد.